# Tętnica gardłowa wstępująca

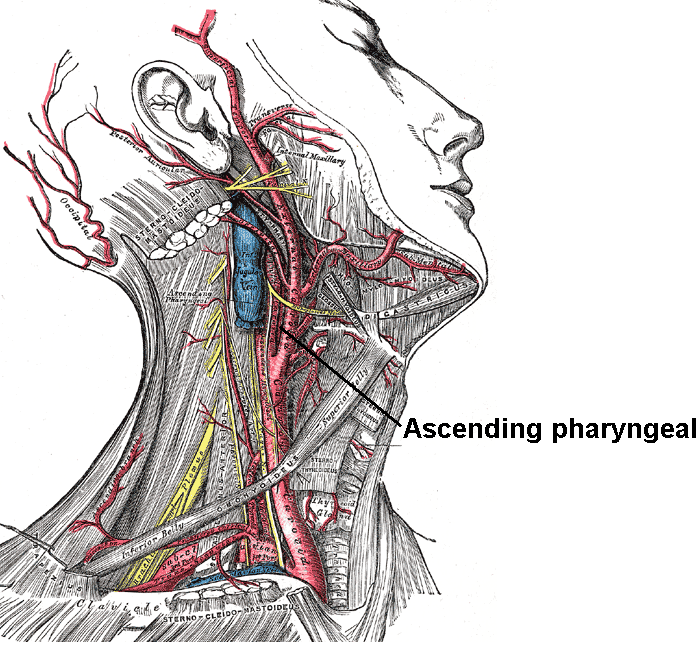
Tętnica gardłowa wstępująca oznaczoną strzałką

Tętnica gardłowa wstępująca (ang. ascending pharyngeal artery, łac. arteria pharyngea ascendens) – w anatomii człowieka tętnica będąca jedną z gałęzi tętnicy szyjnej zewnętrznej, najczęściej jest to jej jedyna gałąź przyśrodkowa.

## Przebieg
Tętnica gardłowa wstępująca jest długim i cienkim naczyniem, odchodzi od tętnicy szyjnej zewnętrznej mniej więcej na poziomie tętnicy językowej. Początkowo biegnie pomiędzy tętnicą szyjną zewnętrzną a wewnętrzną, w kierunku gardła, a następnie ku górze do podstawy czaszki, przyśrodkowo od mięśni rylcowo-gardłowego i rylcowo-językowego.

## Gałęzie i obszar unaczynienia
Gałęzie tej tętnicy można podzielić na trzy grupy:
- gałęzie gardłowe – 3 lub 4 drobne gałązki do gardła, podniebienia miękkiego i migdałka podniebiennego;
- tętnica oponowa tylna – wnika do jamy czaszki, gdzie unaczynia oponę twardą, może przechodzić do wnętrza czaszki różnymi drogami, poprzez otwór poszarpany, otwór wielki, otwór szyjny lub kanał nerwu podjęzykowego;
- tętnica bębenkowa dolna – biegnie razem z nerwem bębenkowym poprzez kanalik bębenkowy do jamy bębenkowej, gdzie unaczynia dno jamy bębenkowej i wzgórek[2].

Od tętnicy gardłowej wstępującej może odchodzić również tętnica podniebienna wstępująca.

## Zmienności
Czasem tętnica gardłowa wstępująca może być podwójna. Może też odchodzić od tętnicy potylicznej.